# Максимин Трак
Гай Юлий Вер Максимин (на латински: Gaius Julius Verus Maximinus, ок. 173 – 238), известен като Максимин I Тракиец, или още като Максимин Трак (Maximinus Thrax), е римски император в периода 235 – 238 г. Той е първият тракиец (без римско гражданство) на трона. По време на управлението си така и не посещава Рим, тъй като води кампанията в провинция Германия. Максимин Тракиеца е първият от поредицата на т.нар. „войнишки императори“, с които започва периодът на криза в Римската империя през 3 век.

## Произход
Максимин е роден в Долна Мизия по поречието на Дунава  около 173 г. Точното родно място не е известно, но най-вероятно е да е било в Северозападна България – Ескус, Рациария, Монтана. Според История на императорите е син на гота Мика (Micca) и аланка на име Абоба или Абаба (Hababa), но е възможно имената да са нарочно изкривени по-късно, за да се подчертае варварщината му. Някои приемат готския произход като „етнически недостоверен, но не и невъзможен в географски план“. Според други източници има гетско-тракийски произход. Вероятно рожденото му име му е било Берос (Порос), романизирано като Вер след преминаването му в римската войска. Според Херодиан, преди да стане войник, Максимин е овчар, но днес се счита, че „пастирският произход“ е метафора, географски стереотип, целящ да дискредитира не само императора, но и целия му властови кръг. По-вероятно е Максимин да е наследник на федерати или остатъци от местни аристократични родове.

## Военна кариера
Постъпва в армията по времето на Септимий Север, вероятно в началото на 90-те години на II век. Първият му пост е в кавалерийска единица в редовната римска армия или в нумер (нередовно военно формирование) с полицейски (защитни) функции, свързано с легиона (Legio I Italica) в Нове. Вероятно оттам е рекрутиран и в преторианската гвардия, след което Септимий Север започна да включва и хора от панонските и тракийските земи. След 20-годишна служба достига няколко центуриата по времето на Каракала, следват позиции на примипил и трибун в Рим по времето на Елагабал.
Отличава се с храброст, изключителна сила и огромен ръст (почти 2,4 метра). Радва се на голяма популярност и е почитан като герой сред войските. От обикновен войник той става старши трибун на легионите.
През 234 г. римските легиони, водени от Александър Север, поемат към германската граница, където съседните племена непрекъснато нападат и плячкосват провинциите на империята. Новината за намерението на императора да сключи мир възпламенява гнева на и без това недоволните от него войници и те го убиват при бунт (март 235 г., Могунтиак, дн. Майнц). Войските веднага провъзгласяват за император Максимин Тракиеца, който е командващ армия. Той не отива в Рим, а само изпраща съобщение до сената, с което уведомява, че поема властта, и продължава започнатия поход. Нанася сериозни поражения на германските племена. Приема почетната титла „Германски“ и обявил сина си Максим за цезар.

## Управление
Сред римската аристокрация скоро се понася недоволство, че империята се управлява от „варварин“. Максимин няма знатно потекло, а и не е римлянин. По време на цялото си управление Максимин Тракиец така и не стъпва в Рим, защитавайки границите на империята. Той воюва успешно с алеманите по Рейн (235 – 236 г.) и след това със сарматите по Дунав, като често взема лично участие в боя. След победите приема титлите „Дакийски“ и „Сарматски“ (236 – 237 г.).
Максимин увеличава двойно заплатата на войниците. Разпраща легати в римските провинции, за да осигурят нужните за издръжката на армията парични средства. Увеличава данъците и започва конфискация на земите на богатите, тъй като издръжката на армията е висока. Налага се събирачите на налози да прибягват до насилствени методи и незаконни конфискации. Дори статуите от храмовете биват претопявани за изсичането на монети. Максимин масово изземва земите на патрициите за издръжка на армията, вкл. да ги раздава на ветераните. Също така издава указ, че земеделец, живеещ извън градовете, не е задължен да им плаща налози. Това е облекчение за войниците и ветераните, които живеели в селата, и имало за цел да съхрани селското население, което е гръбнакът на армията.
Режимът на Максимин засяга интересите както на едрите земевладелци, така и на широките маси от градското население, поради факта, че никога не организира зрелища и раздавания за народа. Подкрепят го само армията и селяните. За да се задържи на власт, Максимин всява страх, като провежда брутален терор, от който са засегнати и християните. Още в началото на управлението му се появяват няколко предполагаеми узурпатора (Квартин, Магн), но те веднага биват разкрити и наказани. Заради неговото репресивно управление, сенаторската историография неизменно представя Максимин Тракиеца като груб, невеж и кървав тиранин.

## Гражданска война
Недоволството от управлението на императора нараства дотолкова, че през 238 г. аристократите от римската провинция Африка убиват събиращия налозите и провъзгласяват за императори управителя на провинцията – Гордиан I и неговия син – Гордиан II. Римският Сенат потвърждава това решение (март – април 238 г.) и обявява Максимин извън закона. При вестта за бунта, Максимин, който се намира в Панония, събира легионите и тръгва към Италия, за да се разправи с опонентите си в Сената.
Управлението на двамата Гордиани не трае дълго – след по-малко от месец Гордиан II загива близо до Картаген в битка с легата Капелиан, поддръжник на Максимин. Получавайки вестта за смъртта на сина си, Гордиан I се самоубива. Сенаторите в Рим избират двама нови кандидати за трона – патрициите Пупиен и Балбин. Междувременно настъплението на Максимин към Рим се усложнява, тъй като по внушение на Сената градовете отказват да го приемат и затварят крепостните врати пред армията му. В лагера на Максимин започват размирици поради появилия се глад. За да набави провизии, Максимин обсажда богатия град Аквилея. По време на обсадата е убит в лагера си от предатели (април/май 238 г.).
След убийството труповете на Максимин и сина му са оставени без погребение, а Сенатът ги осъжда на Damnatio memoriae. Неговият секретар като император е Аспасий от Рим.